# نبرد اتارب
نبرد أتارب (انگلیسی: Battle of al-Atharib)،  نبردی است در ۱۱۳۰ زمانی که عمادالدین زنگی اقدام به محاصره قلعه اتارب کرد و توانست نیروهای صلیبی به رهبری بالدوین دوم را شکست دهد. پس از پیروزی، عمادالدین قلعه اتارب را تخریب و به سمت قلعه حارم لشکرکشی کرد.